# Kobra (Band)
Kobra war eine Berliner Rockgruppe bestehend aus Adnan Bayrakci, Hayrettin Önesol, Nedim Ünal und Fevzi Bineytioglu.

## Geschichte
Die vier Mitglieder der Gruppe kamen Anfang der 1970er Jahre mit ihren Eltern aus der Türkei nach Deutschland und lernten sich in der Kreuzberger Musikszene kennen. Zunächst unter Namen wie Atlantic, Westwind und Harem V hatten sie gemeinsam konventionelle Musik für Clubs, türkische Hochzeiten und Beschneidungsfeiern gemacht. Im September 1980 gründeten sie Kobra, nachdem sie einen eigenen Stil, den sie Orientrock nannten, gefunden hatten. Die vornehmlich türkischen Texte begleitete die Gruppe mit Schlagzeug, E-Gitarre, Bass, Keyboard und Saz.
Es folgten Auftritte im deutschen Fernsehen und Hörfunk. Stücke von Kobra wurden auch von türkischen Radiostationen gespielt. Als Vorgruppe der DDR-Band Karat trat die Band einmal vor 15.000 Menschen in der Berliner Waldbühne auf, u. a. mit dem eigens für den Anlass geschriebenen deutschsprachigen Lied Die Mauer in deinem Kopf.
Während ihrer dreijährigen Schaffenszeit veröffentlichte Kobra die EP Kobra 1982 und das Album Orient-Express 1983. Angebote großer Plattenfirmen blieben aufgrund ihres schmalen Repertoires in deutscher Sprache aus. Dennoch gilt die Band als ein erster Impuls in Richtung einer nationalitätenübergreifenden Popularmusik von Türken in Deutschland, denn „ihre Musik richtet sich an eine neue Generation, an junge Türken und Deutsche“.

## Fernsehsendungen
- Constanze Suhr: „Kobra“, Fernsehen, Berliner Fenster. SFB III, Oktober 1982
- „Kobra“ in: Zwischen den Kulturen – Musiker aus der Türkei in Berlin. Feature (58'03") von Constanze Suhr und Burkhard Voiges, SFB III, 1986